# Voleibol

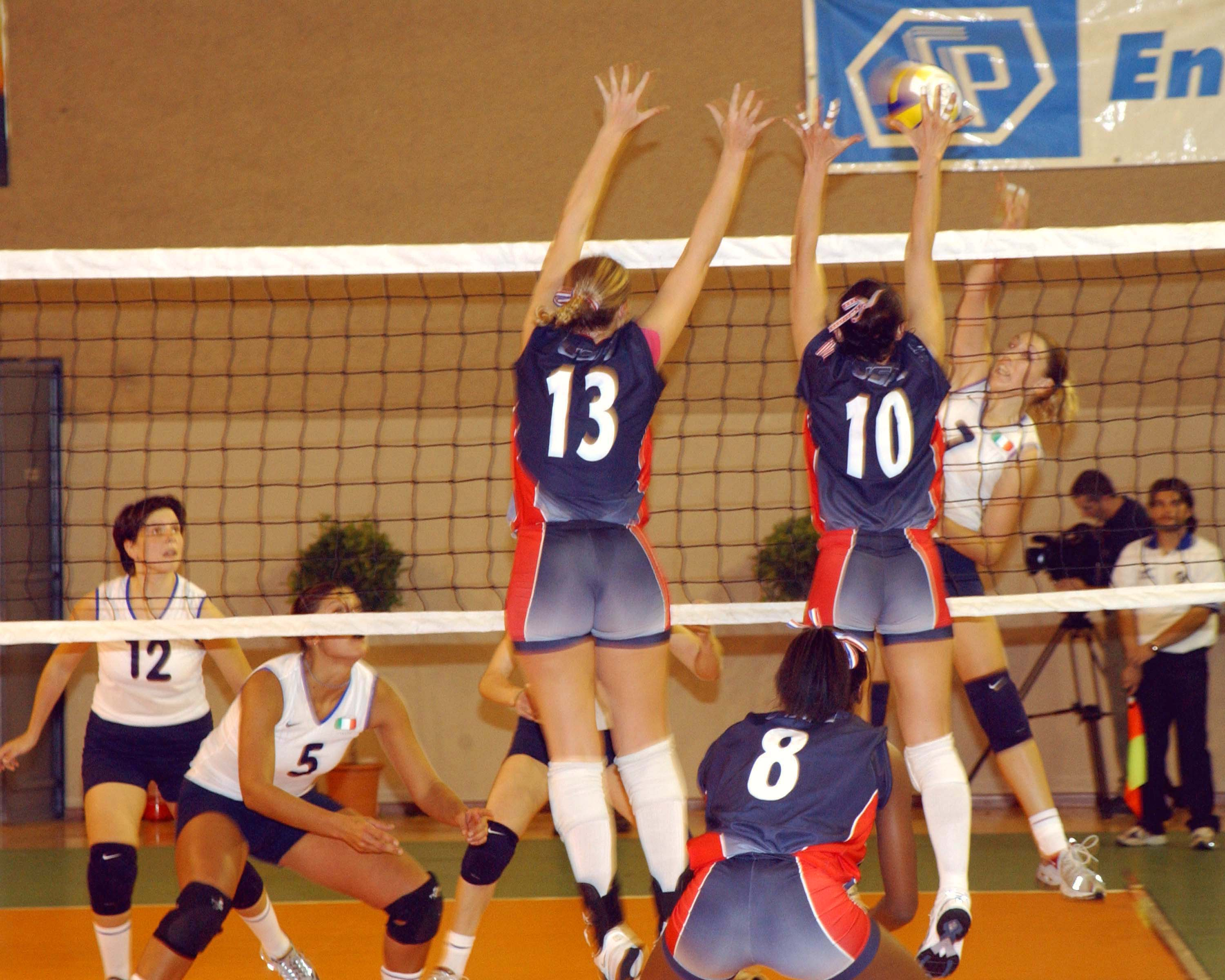
Partido de voleibol internacional femenino.

El voleibol, vóleibol, volibol, vólibol, balonvolea o simplemente vóley (en inglés: volleyball; pronunciado /ˈvɑliˌbɔl/) es un deporte que se juega con una pelota y en el que dos equipos, integrados por seis jugadores cada uno, se enfrentan sobre una área de juego separada por una red central. El objetivo del juego es pasar el balón por encima de la red, logrando que llegue al suelo del campo contrario mientras el equipo adversario intenta impedir simultáneamente que lo consiga, forzándolo a errar en su intento. Surge una fase de ataque en un equipo cuando intenta que el balón toque el suelo del campo contrario mientras que en el otro equipo surge una fase de defensa intentando impedirlo.
El balón debe ser tocado o impulsado con golpes limpios, pero no puede ser parado, sujetado, retenido o acompañado. Cada equipo dispone de un máximo de tres toques para devolver el balón al campo contrario (además del contacto del bloqueo). El balón se golpea normalmente con manos y brazos. Desde hace algunos años está permitido el contacto del balón con cualquier parte del cuerpo, incluidos los pies. Una de las características más peculiares del voleibol es que los jugadores tienen que ir rotando sus posiciones a medida que van consiguiendo puntos.
El deporte tuvo su origen en Estados Unidos en 1895, siendo hoy muy popular y practicándose en casi todo el mundo. Lo regula la Federación Internacional de Voleibol (FIVB) y en ella se encuentran representadas 220 naciones. Han encabezado los rankings de comienzos del siglo XXI Brasil, Estados Unidos, Italia y Rusia. La lista de naciones que lideran el deporte continúa con Japón, Serbia, Polonia, Cuba, República Dominicana, China y Alemania. De acuerdo con estimaciones de la FIVB, una sexta parte de las personas en todo el mundo participa en el voleibol, activamente o como espectador.
El voleibol es uno de los deportes donde mayor es la paridad entre las competiciones femeninas y masculinas, tanto por el nivel de la competencia como por la popularidad, presencia en los medios y público que sigue a los equipos.

## Historia

### Origen

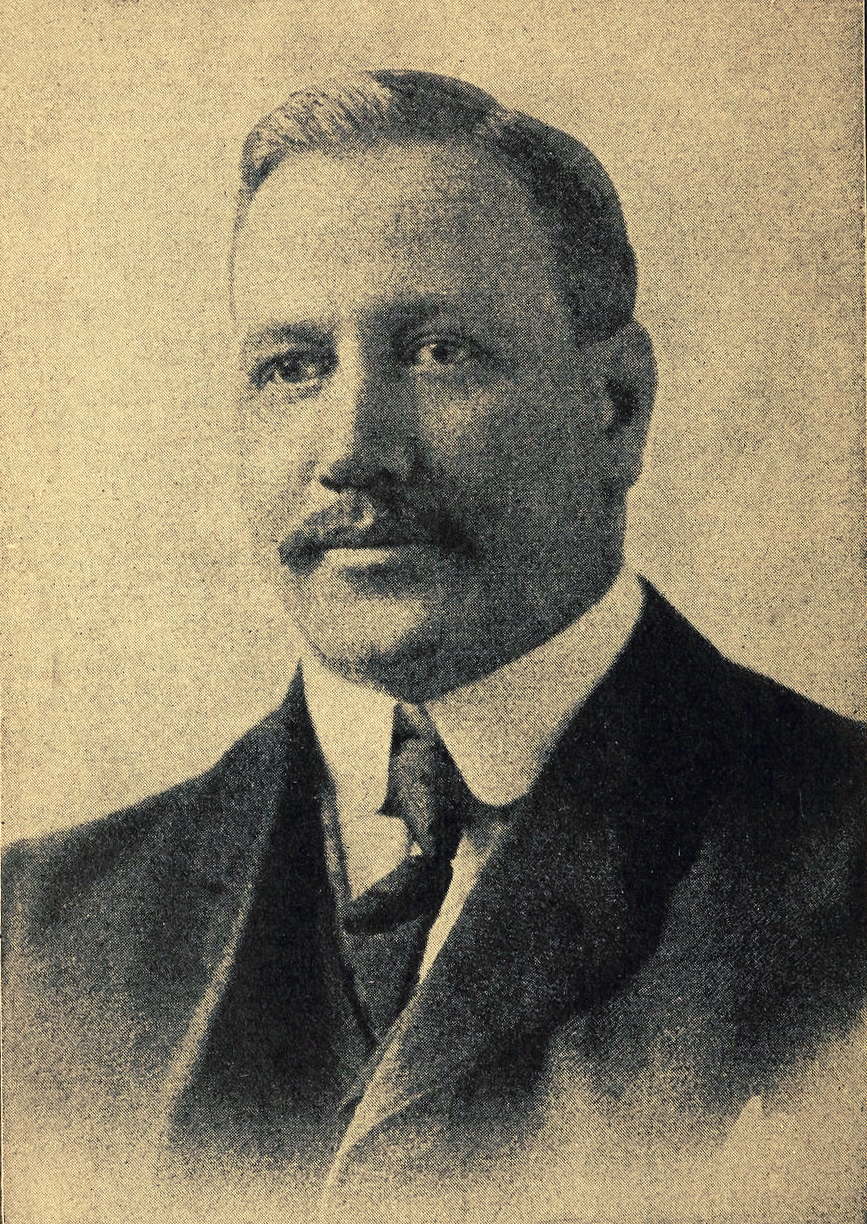
William G. Morgan, el creador del voleibol.

El voleibol fue creado el 9 de febrero de 1895 por William George Morgan, entrenador deportivo de la Asociación Cristiana de Jóvenes (YMCA) en Holyoke. Morgan había realizado sus estudios en el Colegio de Springfield de la YMCA donde conoció a James Naismith quien, en 1891, había inventado el juego del baloncesto. El voleibol fue ideado en principio como una alternativa más sosegada al baloncesto, pues aunque este se adaptaba bien a los jóvenes, los miembros de mayor edad requerían un juego menos intenso. Inicialmente lo denominó Mintonette. Por tanto el baloncesto y el voleibol se inventaron al final del siglo XIX en dos ciudades, Holyoke y Springfield, separadas por solo 16 km y ambos deportes surgieron en la Asociación Cristiana de Jóvenes (YMCA) difundiéndose rápidamente a nivel internacional por todas sus organizaciones asociadas. Fue diseñado para gimnasios o lugares cerrados y también se puede jugar al aire libre. Se trataba de un juego por equipos, que guardaba semejanzas con el tenis o el balonmano. Morgan desarrolló también las primeras reglas, las que contemplaban un campo de juego de 7,62 m × 15,24 m (25 pies × 50 pies) y una red de 1,98 m de altura (6 pies con 6 pulgadas). El número de jugadores era ilimitado, como así mismo la cantidad permitida de contactos con el balón. En caso de una jugada de saque erróneo, existía una segunda oportunidad, tal como en el tenis. Con motivo de la conferencia de todos los entrenadores deportivos del YMCA realizada en Springfield a comienzos del año 1896, Morgan presentó el nuevo juego y encontró buena resonancia entre sus colegas. Debido a que la pelota se juega directamente en el aire, sin que toque el suelo (lo que en inglés se denomina volley), Alfred Halstead propuso el nombre de volley ball. Esta propuesta se aprobó y el juego se denomina en inglés hasta hoy de igual manera, pero desde 1952 comenzó a escribirse en una única palabra: volleyball. Posteriormente, las reglas también sufrieron algunas modificaciones. El primer balón fue diseñado especialmente a petición de Morgan por la firma A. G. Spalding & Bros. de Chicopee, Massachusetts.

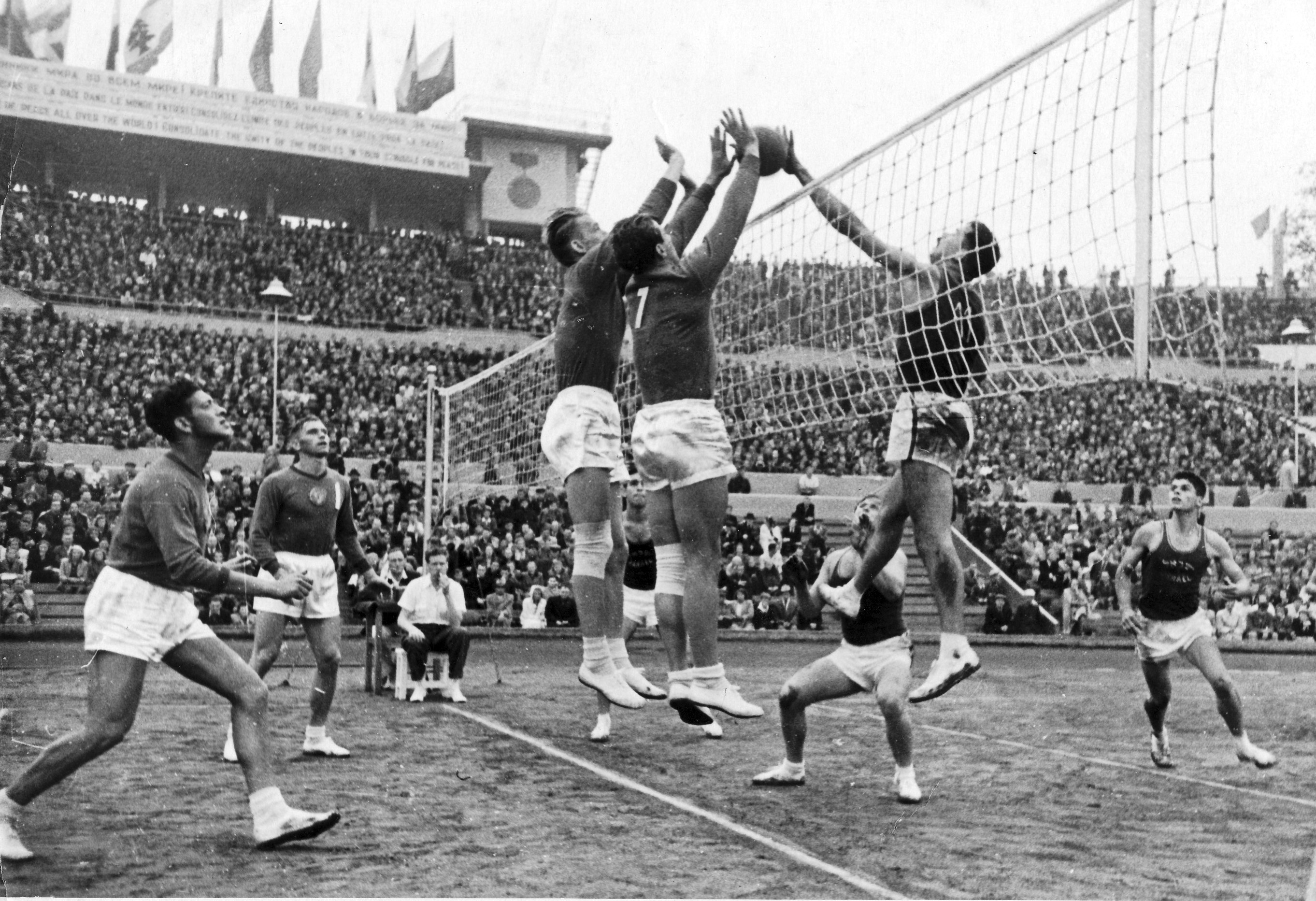
Partido URSS-Israel jugado en 1952 en el campeonato del mundo de Moscú.

### Expansión
En los años siguientes el deporte se extendió por todo el mundo. Primero llegó a Canadá en el año 1900 y en seguida llegó a Asia. Los soldados estadounidenses lo introdujeron durante la Primera Guerra Mundial en Europa Oriental, donde se convirtió en un deporte muy popular.
En 1912 se revisaron las reglas iniciales en lo que refiere a las dimensiones de la cancha. También se fijó el tamaño del balón, que hasta entonces no había sido determinado. Se limitó a seis el número de jugadores por equipo, y se incorporó la rotación en el saque.
En 1916 la Guía de Voleibol de Spalding señalaba que el voleibol había alcanzado 200 000 jugadores en los Estados Unidos distribuidos así: YMCA (niños, jóvenes y adultos) 70 000; YMCA (niñas y mujeres) 50 000; Escuelas (niños y niñas) 25 000 y Universidades (jóvenes) 10 000. También en 1916 la YMCA solicitó a la Asociación Nacional Atlética Universitaria (NCAA), que publicara sus reglas para que la difusión fuera más rápida entre los estudiantes.
En 1922 se regula el número de toques por equipo, fijándolo en tres y se limita el ataque de los zagueros. También se estableció que de estar el marcador en 14-14, debían obtenerse dos puntos consecutivos de ventaja para ganar el set. También en 1922 la YMCA organizó lo que se considera el primer campeonato nacional estadounidense en Brooklyn, participando 27 equipos de 11 estados.
En los Juegos Olímpicos de 1924 el voleibol fue presentado como deporte de demostración.
Hasta 1930 el voleibol fue mayormente considerado solo un juego de entretenimiento, existiendo pocos encuentros internacionales. Sin embargo en varios países de Europa se alcanzó un alto nivel competitivo formándose varios campeonatos nacionales (sobre todo en Europa del Este).
En 1933 se organizó el primer campeonato de la Unión Soviética, donde los practicantes alcanzaban ya las 400 000 personas.
En 1947, catorce Federaciones fundaron en París la Federación Internacional de Voleibol (FIVB) siendo su primer objetivo desarrollar y mejorar las normas del voleibol. En el Campeonato Mundial de Voleibol que muy poco después se realizó por primera vez, constituyeron pasos importantes para su establecimiento como deporte. Muchas técnicas y tácticas que caracterizan el voleibol moderno fueron introducidas por equipos europeos. Ejemplos de esto son el bloqueo y el bagger, que Checoslovaquia introdujo en el juego en 1938 y en 1958, respectivamente así como el ataque desde la línea de fondo, que Polonia mostró por primera vez en 1974 y el sistema de 5-1, con el que jugaba la Unión Soviética.
En el segundo decenio del siglo XX se introdujo en Estados Unidos la regla, hoy vigente, de la cantidad de seis jugadores por equipo.
Desde 1964, el voleibol ha sido deporte olímpico. La variante vóley playa se incorpora a la FIVB en 1986 y a los Juegos Olímpicos de verano desde 1996.
Desde fines del siglo XX y principalmente a comienzos del siglo XXI se han introducido cambios sustanciales en el voleibol, buscando hacer de él un juego más vistoso. En 1998 se introduce la figura del jugador líbero. En 2000 se reduce de forma importante la duración de los encuentros al eliminar la exigencia de estar en posesión del saque para puntuar; se puede ganar punto y saque en la misma jugada mientras que antes se podía estar robando saques de forma alternativa sin que el marcador avanzara. Se ha permitido el toque con cualquier parte del cuerpo o se permite que el saque toque la red siempre que acabe pasando a campo contrario.
En 2006 se plantean dos posibles nuevos cambios y se prueban en algunas competiciones: permitir un segundo saque en caso de fallar el primero (como ocurre en tenis) y disponer en el banquillo de un segundo jugador líbero con el que se puede alternar a lo largo del partido. Finalmente solo se acepta, en la revisión aprobada en el congreso de junio de 2008 celebrado en Dubái, la incorporación de un segundo líbero reserva y la posibilidad de intercambiar los líberos una única vez en el transcurso del partido.
En 2010 se revisa la regla del toque de red, y se cambia: solo será falta de toque de red si toca la cinta superior de la red, e incide en la jugada. También se flexibiliza el juego con dos líberos permitiendo sucesivos cambios del líbero actuante por el segundo líbero a lo largo del partido. En 2014 se revierten los cambios sobre el toque de red.

## Variantes
Existen diversas modalidades de este deporte. Aunque con el nombre de «voleibol» se identifica la modalidad que se juega en pista de interior, también es muy popular (y con rango de deporte olímpico) el vóley playa que se juega sobre arena. El voleibol sentado, es una variante con creciente popularidad entre los deportes para discapacitados y la práctica del cachibol está extendida en las comunidades de mayores. La comunidad ecuatoriana repartida por el mundo practica la variante local, el ecuavóley. Con carácter más informal existen otras variantes que son practicadas de forma popular en verano, en playas y zonas turísticas, como el futvóley, el water vóley o el bossaball.

## Reglas del juego

### Campo de juego
El campo donde se disputa el juego es un rectángulo de 18 m de largo por 9 m de ancho, dividido en su línea central por una red que separa a los dos equipos. En realidad el juego se desarrolla también en el exterior, en la zona libre, a condición de que el balón no toque el suelo ni ningún otro elemento. La zona libre debe tener a lo menos 3 metros, medidas que para las Competencias Mundiales y oficiales de la FIVB aumenta a 5 m sobre las líneas laterales y a 6,5 m para las líneas de fondo. El espacio libre sobre la pista debe tener una altura mínima de 7 m que en competiciones internacionales sube a 12,5 m.
El contacto de los jugadores con el suelo es continuo, utilizando habitualmente protecciones en las articulaciones. La superficie no puede ser rugosa ni deslizante.

#### Líneas
La línea central transcurre directamente debajo de la red y divide la pista de juego en dos zonas iguales de 9x9m, una para cada equipo. A 3 m de la red una línea delimita en cada campo la zona de ataque, zona donde se encuentran restringidas las acciones de los jugadores que se encuentran en ese momento en labores defensivas (zagueros y líbero). Estas líneas, se extienden al exterior del campo con trazos discontinuos, y la limitación que representan se proyecta igualmente en toda la línea, incluso más allá de los trazos dibujados. Todas las líneas tienen 5 cm de ancho.

#### Zonas y áreas
El campo de juego está rodeado de una zona libre de al menos tres metros de ancho en la que también está permitido jugar el balón. Para juegos en un gimnasio o pabellón deportivo se recomienda una altura de siete metros libres sobre la superficie de juego, en donde no deberían existir objetos molestos o impedimentos como canastas de baloncesto o anillas.

#### La red
En el eje central del campo, exactamente en la línea central que divide el campo, se sitúa una red que se fija de tal modo que la altura desde el piso al borde superior sea, en las categorías adultas, de 2,43 m para hombres y 2,24 m para mujeres. Esta red va montada sobre unos postes cuya altura llega a los 2,55 m. En las categorías juveniles rigen otras alturas. La red propiamente tal mide 1 m de ancho y entre 9,5 a 10 m de largo de modo que cada lado sobresale unos 25 a 50 cm de las líneas laterales hacia afuera de las líneas laterales.
Tiene dos bandas en los bordes superior e inferior. Para una mejor demarcación de los límites laterales, justamente sobre las líneas laterales hay una banda lateral fijada a la red perpendicularmente. Encima sobresale a cada lado una varilla de 80 cm, conocida como «antena». Las antenas no deben ser tocadas durante el juego, ni por la pelota, ni por los jugadores y sirven como delimitación del sector dentro del cual debe jugarse el balón por encima de la red. Las antenas se prolongan mentalmente sin límites hacia arriba.
La red debe tensarse al instalarla ya que el hecho de que el balón toque la red no constituye una falta y al rebotar de vuelta, puede jugarse de nuevo si es que al equipo todavía le queda al menos una de las oportunidades de toque. Los cuadros de la malla que conforma la red tienen una dimensión de 10 cm por lado. Antiguamente se confeccionaban con un material de hilos de lino de color marrón oscuro o negro, entretanto se fabrican con fibras sintéticas.
Los postes para la fijación de la red están ubicados afuera del campo de juego, por lo general a una distancia entre 0,5 y 1 m de su demarcación y, en el caso de campeonatos internacionales, exactamente a un metro.

### El balón

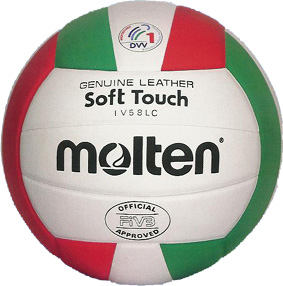
Balón con aprobación oficial

Hasta 1998, el balón era de un único color claro. A partir de ese año, también se permite que presenten una combinación de colores. Debe ser esférico. Su superficie exterior está hecha de cuero o material sintético, ligeramente acolchado y sin costuras. En su interior contiene una cámara de goma o similar rellena de aire. Es notablemente más pequeño y ligero que los balones de baloncesto o fútbol: 65-67 cm de circunferencia, 260-280 g de peso. La presión interior debe situarse entre 0,300 y 0,325 kg/cm² (4,26 a 4,61 psi; 294,3 a 318,82 milibares o hPa).
La marca de los balones se aprueba por las asociaciones de voleibol nacionales para su propia jurisdicción. En el ámbito internacional existen varios balones de juego aprobados que se diferencian en pequeños detalles en cuanto a color o material de confección. Los principios generales referentes a las medidas y peso son iguales para todos estos balones.

### Puntuación
Los partidos de voleibol se disputan al mejor de cinco tandas o bloques de puntos que reciben, igual que en tenis, la denominación anglosajona de set. En el momento en que uno de los dos equipos acumula tres sets ganados, gana el partido y se da por concluido el enfrentamiento. Un equipo gana un set cuando alcanza o supera los 25 puntos con una ventaja de dos (es decir, con 25-23 se gana, pero con 25-24 habría que esperar al 26-24 y así sucesivamente mientras ninguno de los dos equipos no consiga los dos puntos de ventaja).
De ser necesario el quinto set, el de desempate, el objetivo es conseguir 15 puntos y se mantienen los dos de ventaja. Este set tiene así una duración más reducida. La duración de los encuentros de voleibol es muy variable, pudiendo necesitar jugarse de 3 a 5 sets (bien un resultado de 3-0, 3-1 o 3-2), y tener una duración variable desde alrededor de una hora hasta incluso más de dos horas y media.
Los campos se sortean antes del partido, así como el saque inicial. En cada set se produce un cambio de campo y se va alternando el primer saque. En caso de ser necesario el quinto set, set decisivo, se procede a un nuevo sorteo y además se realiza un cambio de campo al alcanzarse el punto 8 por el primero de los equipos.
Se consigue punto cuando el equipo contrario comete alguna de las siguientes faltas o infracciones:
- Si el balón toca el suelo dentro del propio campo, tanto si el último toque corresponde a un jugador propio como a uno del equipo contrario.
- Si el balón acaba fuera de la pista de juego, sea por un ataque desacertado sobre el campo contrario o por un error al tratar de defender. La falta corresponde al jugador y al equipo que tocó el balón por última vez, y se anota punto el contrario. Se considera fuera el contacto con el techo, público o cualquier elemento del pabellón, o los mismos colegiados. El contacto con la red, postes o varillas por la parte exterior a las bandas laterales es también fuera.
- Si se supera el número de tres toques permitidos sin haber pasado el balón al campo contrario, o si un mismo jugador toca dos veces seguidas el balón. Como excepción, en caso de toque del bloqueo, ese primer toque no se contabiliza para la falta de los cuatro toques de equipo ni para el doble individual.
- Si en el momento del saque los jugadores están situados de forma incorrecta, o sea, que no está ajustada a la rotación correspondiente.
- Si el toque del balón es incorrecto y hay retención o acompañamiento (dobles en este caso).
- Si un jugador zaguero ataca más allá de la línea de ataque. El líbero no puede participar de ningún modo en el bloqueo y tiene restringido el ataque, como ya se ha visto.
- Si un jugador penetra el campo contrario por debajo de la red interfiriendo con el juego del contrario, o si un pie traspasa completamente la línea central.
- Si se produce contacto con la red —entre las varillas— al jugar el balón, independientemente de que esto interfiera con el juego. Es también falta el contacto con la parte de red exterior a las varillas o cualquiera de los postes o elementos accesorios si esto interfiere el juego.
- Si se realiza una recepción con los dedos en falta (dobles en el contacto).
- Si al momento del servicio, el jugador pisa o traspasa la línea de la cancha.

### El juego
El objetivo del juego es que un equipo pase el balón por encima de la red y toque el suelo del campo contrario, y también evitar que el equipo adversario realice lo mismo en el campo propio. Cada equipo tiene tres toques para pasar el balón al campo contrario (además del contacto del bloqueo). El balón se pone en juego con un saque que es un golpeo del sacador que intenta enviarlo al campo adversario por encima de la red. El juego sigue hasta que el balón toca el pavimento, sale fuera o un equipo no puede devolverlo en condiciones. El equipo que gana la jugada anota el punto. Cuando gana el punto el equipo que no sacaba, consigue también el saque para el próximo punto y sus jugadores deben rotar en el sentido de las agujas del reloj.
Cada equipo juega con seis jugadores que pueden ser sustituidos con condiciones. Tres de los jugadores forman la línea delantera, en tareas de ataque y los otros tres se colocan detrás y actúan de defensores o zagueros.
El equipo completo lo pueden formar un máximo de 14 jugadores (12 más 2 líberos), un entrenador, un entrenador asistente, un masajista y un médico. Cada jugador se identifica por un número distinto, del 1 al 20, número que aparece tanto en la parte delantera como en la trasera de la camiseta. Uno de los jugadores será el capitán del equipo y se identifica por una banda visible debajo de su número. Los líberos no pueden ser capitán y son los únicos que pueden y tienen que vestir una indumentaria distinta, generalmente de distintos colores al resto del equipo.

Rotaciones en voleibol.

### Las rotaciones
En 1923 se introdujeron las rotaciones para mejorar el sistema de juego haciendo que todos los jugadores se ejerciten en los distintos puestos, lo que supone que deben conocer todos los aspectos del juego. Las rotaciones introducen una gran variabilidad sobre el posicionamiento de los jugadores de ambos equipos en la pista y complica el planteamiento de estrategias de juego. Dado el alto número de combinaciones que se pueden dar a lo largo de un partido por la rotación de los jugadores de los dos equipos, la estadística es un elemento fundamental para analizar los encuentros disputados.
Así cuando un equipo anota un punto, será el encargado de poner en juego el balón. Cuando se arrebata el saque al contrario, los seis jugadores tienen que rotar su posición en el campo en el sentido de las agujas del reloj. Esto hace que todos los jugadores (menos el líbero) se vayan alternando en las posiciones de delanteros y zagueros.
Para que la disposición sea correcta, no es necesaria una determinada geometría, sino simplemente que al iniciar cada punto, en el golpe de saque, cada delantero tenga al menos un pie más adelantado que el zaguero correspondiente, y dentro de la misma línea los laterales al menos un pie más exterior que el jugador en posición central. A partir de ese momento cada jugador puede moverse libremente siguiendo el juego. Con estas reglas, las disposiciones iniciales pueden ser muy variopintas y las consiguientes estrategias suficientemente abiertas.
Antes de empezar cada set el entrenador entrega a los árbitros la lista de los jugadores que van a jugar el set.
Por analogía, los números del uno al seis se emplean para designar las correspondientes zonas del campo (i.e.: zona uno, zona dos...).

### Líbero

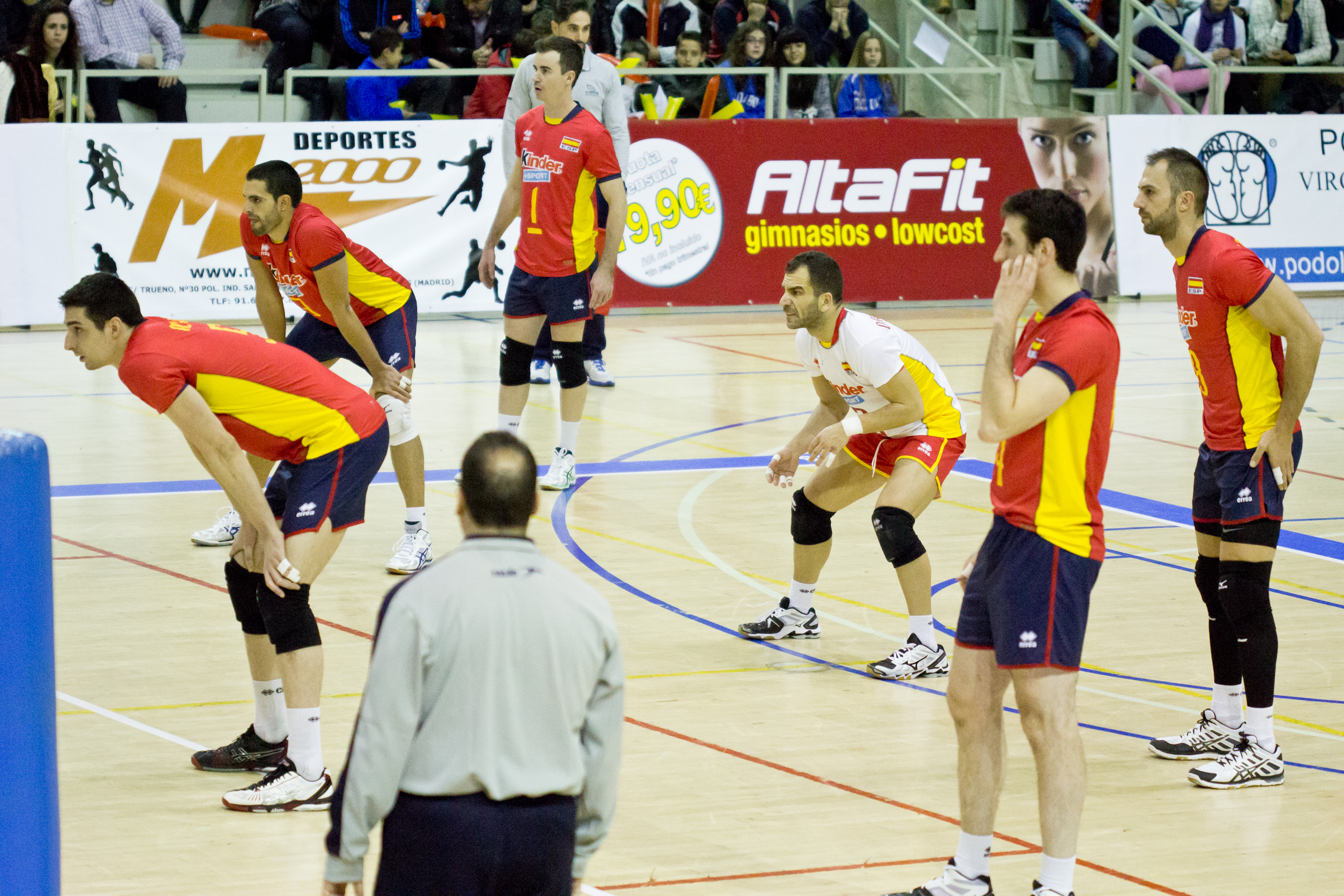
El líbero de la selección española Óscar Rodríguez entre sus compañeros esperando el servicio del rival. Se aprecia su equipación de distinto color.

En un partido se pueden alinear hasta dos jugadores especiales denominados líberos. Un líbero es un jugador defensivo que puede entrar y salir continuamente del campo sustituyendo a cualquiera de los otros jugadores cuando por rotación se encuentran en posición defensiva. Únicamente puede jugar en la cancha un líbero a la vez. El objetivo de la introducción del líbero es cubrir el puesto de los jugadores atacantes, generalmente muy altos, que ofrecen por ello mal rendimiento en recepción.
El cambio de normativa que permitió incluir un jugador especialista en defensa, el Libero, supuso un avance aumentando la duración de las jugadas.
Los líberos son fácilmente reconocibles porque visten un uniforme de color diferente al resto del equipo.
El líbero:
- No puede ser capitán de equipo ni capitán en juego.
- No puede sacar.
- No puede bloquear, ni hacer tentativa de bloqueo.
- No puede completar un golpe de ataque cuando el balón esta completamente por encima de la red.
- Puede realizar un golpe franco, pero no puede saltar para llevarlo a cabo.
- Puede realizar un pase de dedos en la zona de frente o zona de delanteros, siempre que el atacante, golpee el balón por debajo del borde superior de la red.

Sobre esta última, no es falta si es un pase de antebrazos o si se devuelve el balón al contrario con un pase bajo.
Se considera que el propio líbero realiza un ataque en falta cuando toca el balón por encima del borde superior de la red desde cualquier parte de su campo y lo envía al campo contrario.
El líbero en juego, en cada momento, será el líbero actuante pero puede haber un segundo líbero reserva. El entrenador puede cambiar al líbero actuante por el segundo líbero tras cada jugada en cualquier momento del partido. El cambio puede hacerse con el líbero en pista, en cuyo caso el jugador inicialmente sustituido por el primero de ellos volverá a pista deshaciendo la sustitución con el segundo, pero deberán esperar al término de la jugada o punto.
En la liga universitaria femenina NCAA de Estados Unidos y en otras categorías inferiores la líbero sí puede realizar el saque aunque solo en una rotación, esto es, en el lugar de una sola de las jugadoras por las que esté entrando.

### Cambios y sustituciones
Los jugadores de la formación inicial de cada set pueden ser sustituidos una única vez en el set y posteriormente reintegrarse deshaciendo el cambio por el jugador que lo sustituyó. Así, el número máximo de sustituciones es de seis, una por jugador. No se contabilizan aquí las entradas y salidas de los líberos. A su vez, el jugador sustituto tampoco puede sustituir más que a un único jugador por set.
Los cambios se realizan, a excepción del líbero, por la zona delimitada entre la línea de tres metros y la red.
Para una sustitución individual el jugador sustituto debe acercarse con el uniforme de juego, estando el juego parado, a la zona de sustitución mostrando una tablilla con el número del jugador que vaya a sustituir. El anotador accionará el claxon o silbato para autorizar la sustitución y la anotará en el acta del encuentro.
Las sustituciones colectivas se realizarán de la misma manera que la individual, de pareja en pareja, permitiendo al anotador escribir las sustituciones en el acta.
Los movimientos de entrada y salida del campo por los líberos se realizan con el balón parado pasando por la zona delimitada entre la línea de tres metros y la línea de fondo y no precisan de aviso ni autorización previa. Entre cada salida del líbero y una nueva entrada debe mediar al menos una jugada.

### Tiempos para descanso o tiempos muertos
Cada equipo puede solicitar hasta dos tiempos de descanso de 30 segundos en cada set. Los tiempos para descanso solo los puede pedir el entrenador, y si no estuviera, podrían ser solicitados por el capitán del equipo. En campeonatos oficiales se establecen además, de oficio, dos tiempos técnicos de 60 segundos cuando se alcanza por el primero de los equipos los puntos 8 y 16 respectivamente de cada set, salvo en el quinto set definitivo.
Durante los tiempos para descanso, los jugadores en juego acuden a la zona libre próxima a los respectivos banquillos, donde pueden recibir instrucciones del entrenador. El resto de jugadores pueden calentar sin balones en la zona libre detrás de la línea de saque.

## Arbitraje

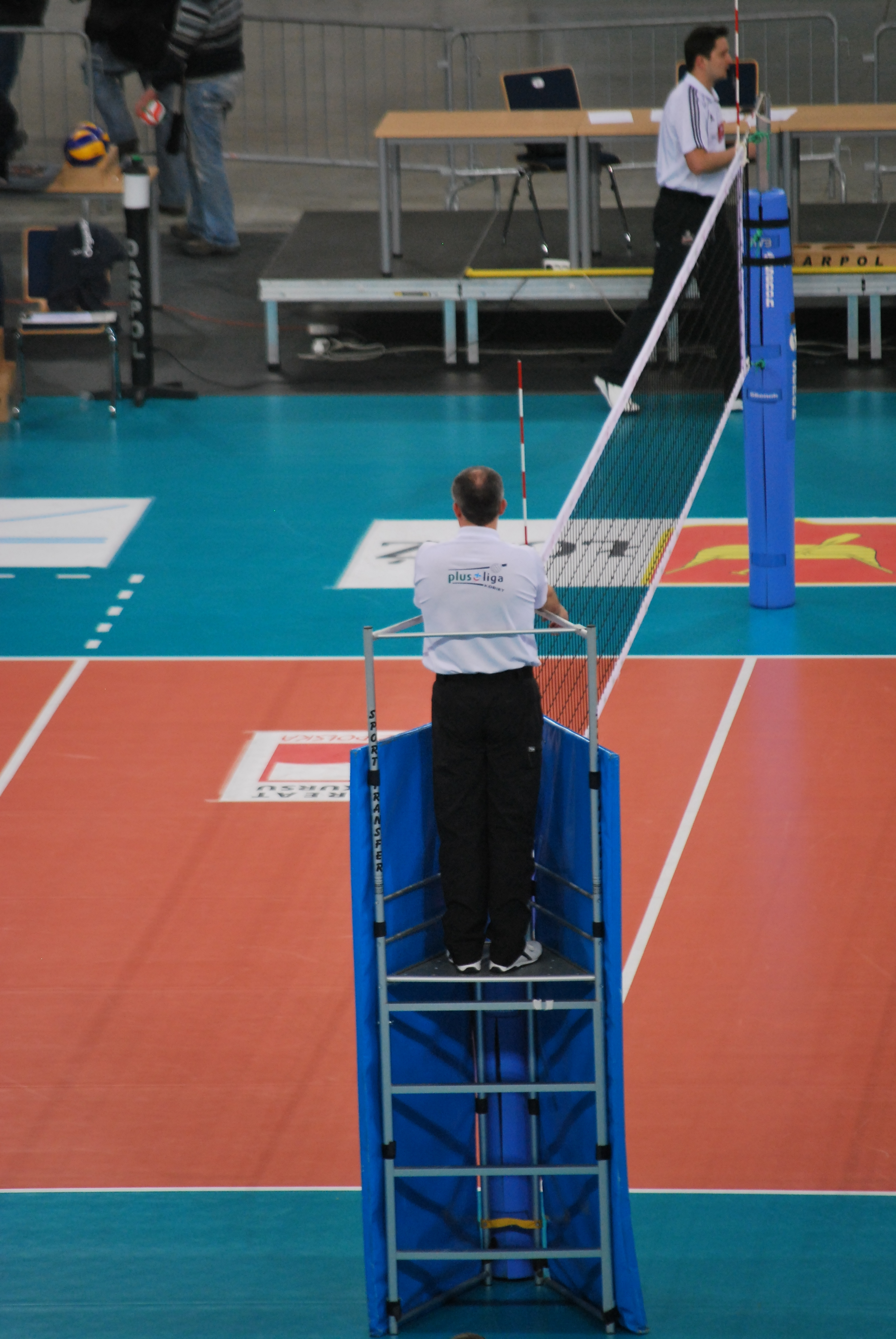
El primer árbitro en su posición en una plataforma junto a un extremo de la red, al fondo el segundo árbitro o asistente.

El equipo arbitral en un partido de voleibol está formado por:
- Primer árbitro: árbitro principal, sentado o de pie en una plataforma junto a uno de los postes, frente a los banquillos, con visión elevada sobre la red (50 cm). Es el árbitro que dirige el partido, ya que indica el inicio de cada jugada, señala y decide qué equipo gana un punto y qué falta se comete, si entra el balón o va fuera. También es el único que tiene la capacidad de mostrar tarjetas a jugadores o técnicos e indica también el final de la jugada.
- Segundo árbitro: árbitro asistente, situado de pie junto al poste opuesto al del primer árbitro, entre los dos banquillos y delante de la mesa de anotadores. Está situado a nivel del suelo. Controla las incidencias que se producen en las zonas exteriores del campo (anotadores, banquillos, zonas de castigo, zonas de calentamiento), las interrupciones o tiempos de descanso y el estado del suelo y los balones. Durante el juego comprueba la posición de los jugadores según las rotaciones, controla los cambios de jugadores y señala los toques de red, penetraciones por debajo de la red, bloqueos por líbero o zagueros, así como las faltas de posición del equipo receptor y la faltas de rotación del equipo sacador.

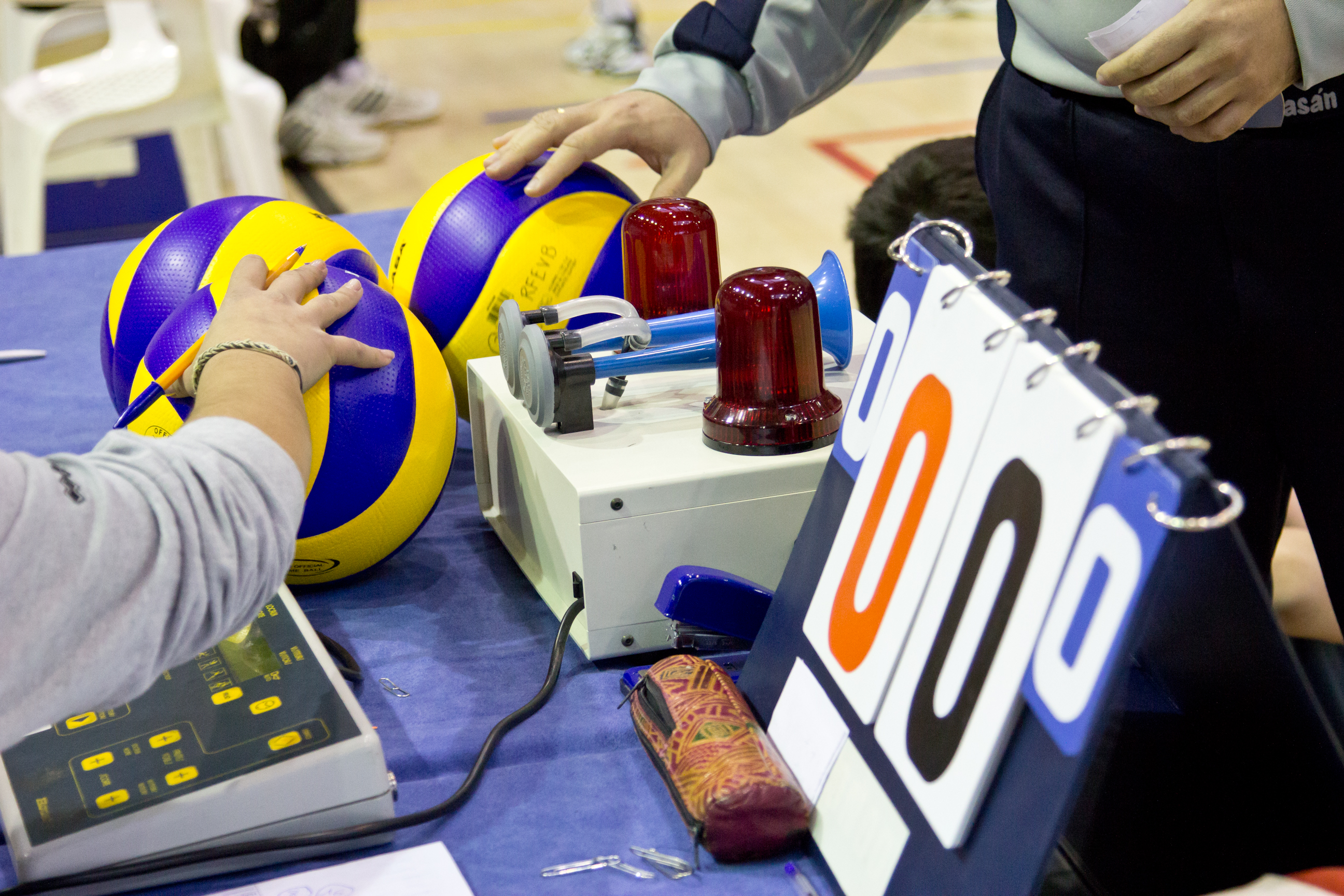
Mesa de anotadores de voleibol antes de comenzar un partido.

- Anotador: en la mesa, situado al lado opuesto, enfrente del primer árbitro, detrás del segundo árbitro, en medio de los dos banquillos y fuera de la zona libre. Es el árbitro encargado de anotar los puntos, las sustituciones y las rotaciones de los dos equipos, siendo el encargado de indicar al segundo árbitro si un equipo comete un error en el orden de saque o de los cambios o interrupciones improcedentes.
- Anotador asistente: en la mesa, situado al lado del anotador, frente al primer árbitro, detrás del segundo árbitro, en medio de los dos banquillos y fuera de la zona libre. Es el árbitro encargado de anotar los cambios de jugador líbero y anota electrónicamente el acta en competición de la Confederación Europea de Voleibol (CEV).
- 2 o 4 jueces de línea: en las esquinas; si son solo dos en diagonal, a la derecha de cada árbitro. Su función es indicar al árbitro principal si el balón cae dentro o fuera del campo, si el balón que sale fuera es tocado por algún jugador, también controla que el balón pase por el lugar correspondiente y asiste al primer árbitro en los roces de los jugadores con el balón.

Aunque cada árbitro realiza una función determinada, es el primer árbitro el que tiene todo el poder de decisión sobre cualquier jugada.

## Fundamentos básicos
Se emplean diversas técnicas para impulsar la pelota en distintas situaciones del juego. En todas ellas el balón debe ser golpeado, no agarrado ni lanzado. La retención, arrastre o acompañamiento del balón es falta. El criterio arbitral en la aplicación de esta norma es fuente habitual de polémica por parte de los aficionados que asisten a los partidos.

### Servicio o saque

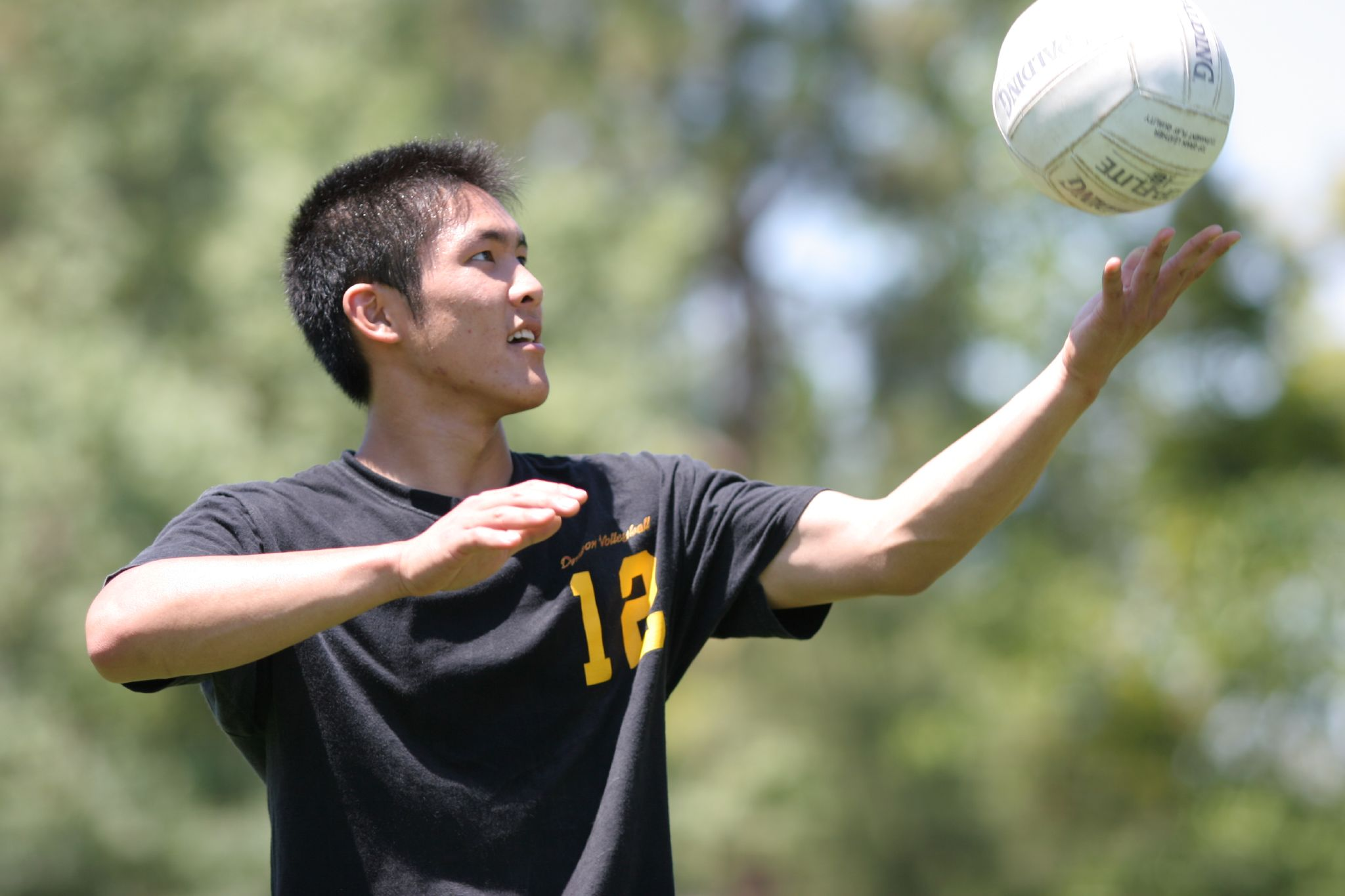
Iniciando el lanzamiento del servicio.

Un jugador efectuando un salto en suspensión para el saque o servicio. El salto permite realizar más alto el golpeo y por lo tanto facilita atravesar la red e impactar más fuerte.

Cada punto se inicia con un saque del balón desde detrás de la línea de fondo. Se lanza el balón al aire y se golpea hacia el campo contrario buscando los puntos débiles de la recepción del adversario. Se puede hacer de pie o en salto. Es importante la orientación del saque porque el jugador contrario, que se ve obligado a recibir el tiro, queda limitado para participar en el subsiguiente ataque.
Para ejecutar el gesto, el jugador zaguero derecho debe ubicarse en la zona de saque y esperar el sonido del silbato del juez. La pelota debe dejarse caer o lanzarse al aire.
Cuando el balón es golpeado por el sacador, cada equipo debe estar dentro de su propio campo, en el orden y forma con la rotación que corresponda (salvo el jugador que realiza el saque). Los tres jugadores que están frente a la red son los delanteros y ocupan las posiciones de 4 (delantero izquierdo), de 3 (delantero centro) y de 2 (delantero derecho). Los otros tres están detrás y son los jugadores zagueros ocupando las posiciones de 5 (zaguero izquierdo), de 6 (zaguero centro) y de 1 (zaguero derecho). Cada jugador zaguero debe estar más lejos de la línea central que su delantero correspondiente.
Las modificaciones en la normativa del saque han supuesto que el acto del saque pase de ser una simple forma de poner en juego el balón a ser un arma ofensiva.
El saque en suspensión es donde se consigue desarrollar la máxima potencia. Desde los 90 ha ido aumentando su uso hasta convertirse en la técnica dominante en los equipos masculinos. La distancia para el saque que precisa el sacador depende de la longitud de su zancada y el número de pasos empleados, siendo habitual entre 3 y 5 m desde la línea de fondo. Los jugadores que utilizan una carrera corta (2 apoyos) suelen hacer un lanzamiento previo al desplazamiento a una o dos manos. Mientras que los que utilizan una carrera más larga (3 apoyos o más) suelen lanzar el balón con la mano dominante, bien al inicio o bien con la carrera ya iniciada. Este lanzamiento requiere más altura y profundidad y es difícil de coordinar pero permite un mayor impulso en el salto del sacador. La acción de batida y golpeo es igual a la del remate ante la red.

### Recepción

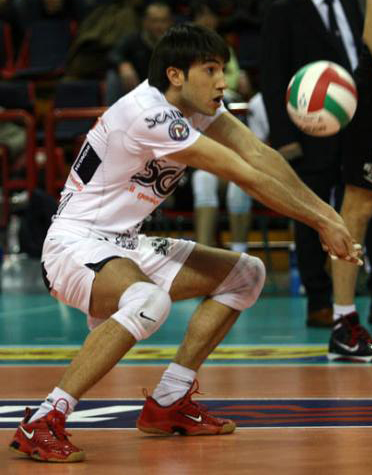
Recepción.

La recepción es interceptar y controlar el balón que viene del saque del equipo contrario. La recepción del saque es una técnica crítica en voleibol, que debe entrenarse mucho hasta ser bien dominada. Además de la dificultad técnica que supone contrarrestar la fuerza que trae el balón, el pase resultante de esta recepción debe llevar el control y dirección precisos hacia una zona específica de forma que asegure armar un buen ataque para obtener el punto. Por tanto este golpe necesita la máxima precisión y el gesto habitual para hacerlo es el pase de antebrazos.
Es el primer golpeo del equipo para construir su ataque cuando no está en posesión del saque. La importancia de la recepción del saque estriba en que es un primer paso necesario para la construcción de un ataque eficaz, pues si la recepción es defectuosa, el balón llegará mal al colocador (o no llegará) y no permitirá construir un ataque eficaz. Por tanto los objetivos de la recepción son neutralizar el saque contrario y facilitar al máximo la construcción del ataque propio, colocando el balón en las mejores condiciones posibles.
El pase con los antebrazos, el habitual en la recepción, se hace extendiendo los codos totalmente y realizando una rotación externa de los antebrazos de forma que el golpeo se hace con la cara interior de los mismos. La zona de los brazos en el momento del contacto con el balón precisa que las manos estén unidas con los pulgares juntos, paralelos y simétricos.

### Colocación

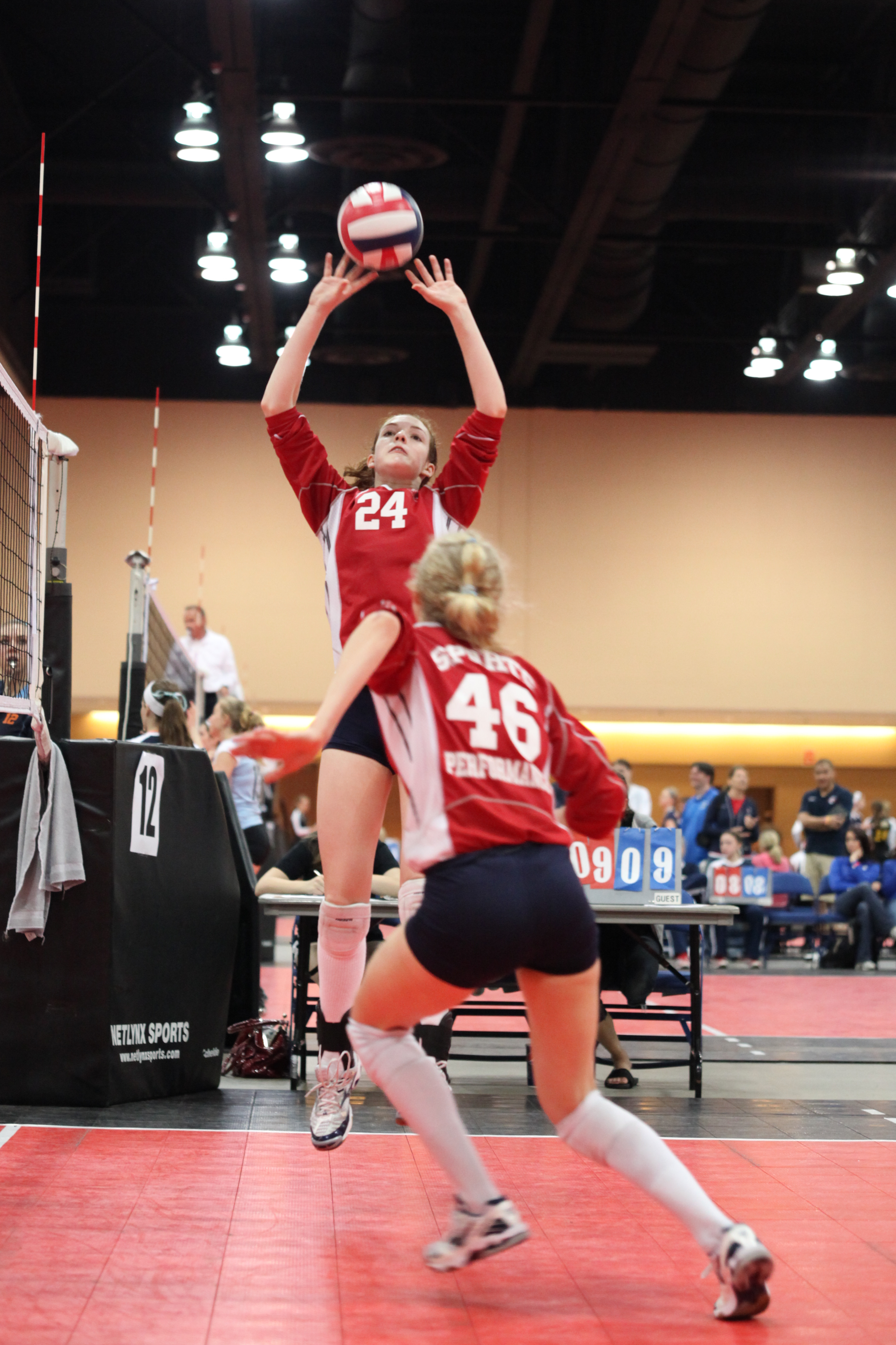
Colocación.

Normalmente el segundo toque tiene como fin proporcionar un balón en condiciones óptimas para que con el tercer toque un rematador lo meta finalmente al campo contrario. La colocación se realiza alzando las manos con un pase de dedos, el pase más preciso en el voleibol. El colocador tiene en su mano la responsabilidad de ir distribuyendo los balones a lo largo del juego, a los distintos rematadores y por las distintas zonas.
La colocación es el elemento principal en la composición del equipo y en el juego. Por el número de contactos y posibilidad de ataque el colocador adquiere una importancia máxima pues esta acción condiciona la efectividad del ataque y la distribución del juego. Todos los jugadores deben dominar esta acción. El colocador debe estar junto a la red, un poco separado de esta para no tocarla al girar y no a demasiada distancia como para que tenga que moverse hacia ella para interceptar el balón. Su postura será natural, relajada y alerta, para facilitarle un cambio rápido que permita corregir una recepción errónea o un desplazamiento a una zona imprevista.

### Ataque-remate

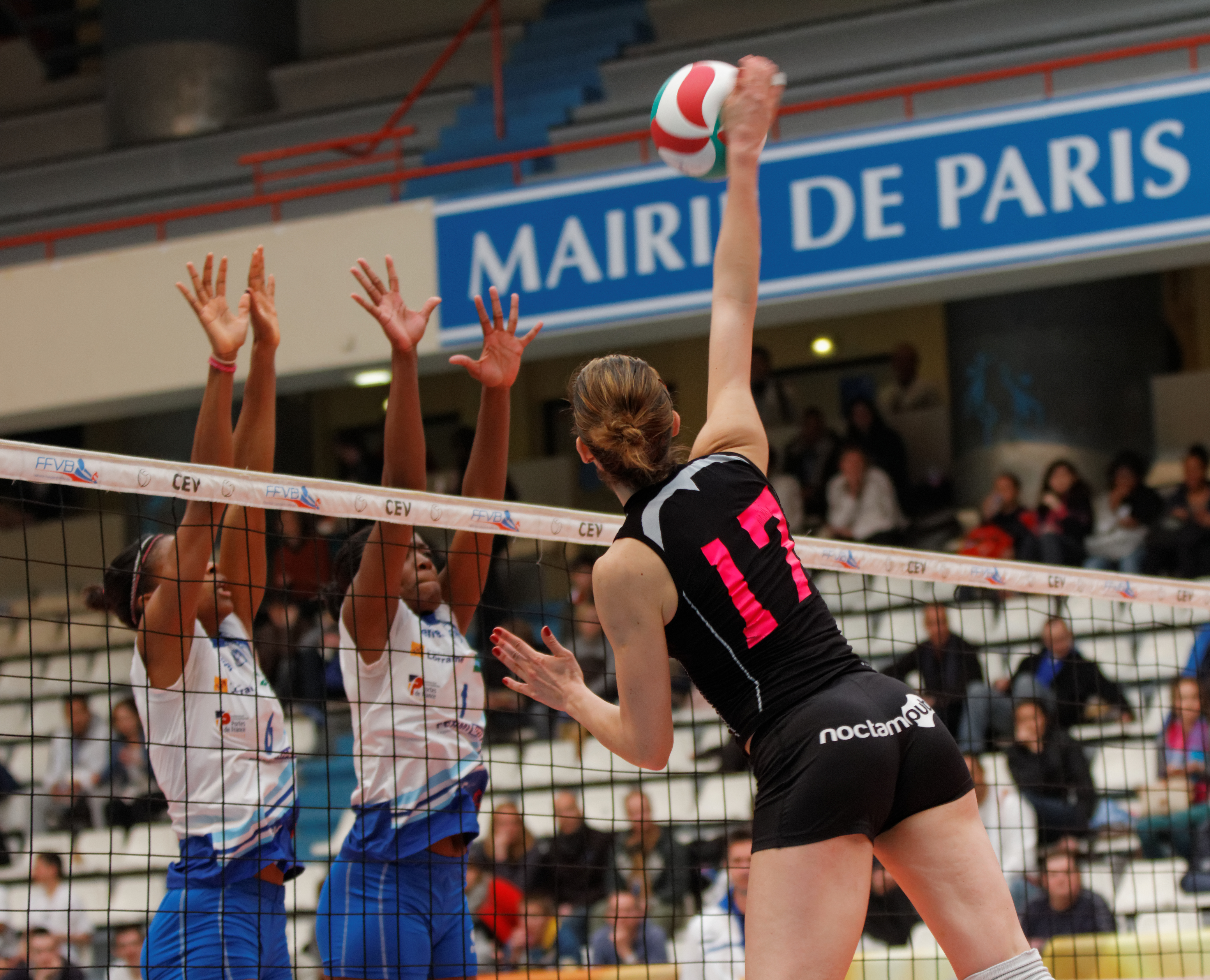
Remate de una jugadora (de negro) frente al bloqueo de dos jugadoras (de blanco).

El jugador, saltando, envía finalmente el balón con fuerza al campo contrario buscando lugares mal defendidos, o contra los propios jugadores contrarios en condiciones de velocidad o dirección tales que no lo puedan controlar y el balón vaya fuera.
El jugador también puede optar por el engaño o finta dejando al final un balón suave que no es esperado por el contrario. Aunque se dispone de tres toques de equipo, se puede realizar un ataque (o finta) en los primeros toques para encontrar descolocado o desprevenido al equipo contrario.
Se nombran distintos tipos ataques con el número de la zona:
- Ataque zaguero: Es el que realizan los que se encuentran en las posiciones defensivas sin sobrepasar o tocar la línea de 3 metros.
- Ataque por 4: Es el ataque que realiza el atacante que se encuentra en zona 4.
- Ataque por 2: Es el ataque que realiza el atacante que se encuentra en zona 2.
- Ataque central: Es el ataque que realiza el atacante de zona 3.

### Bloqueo

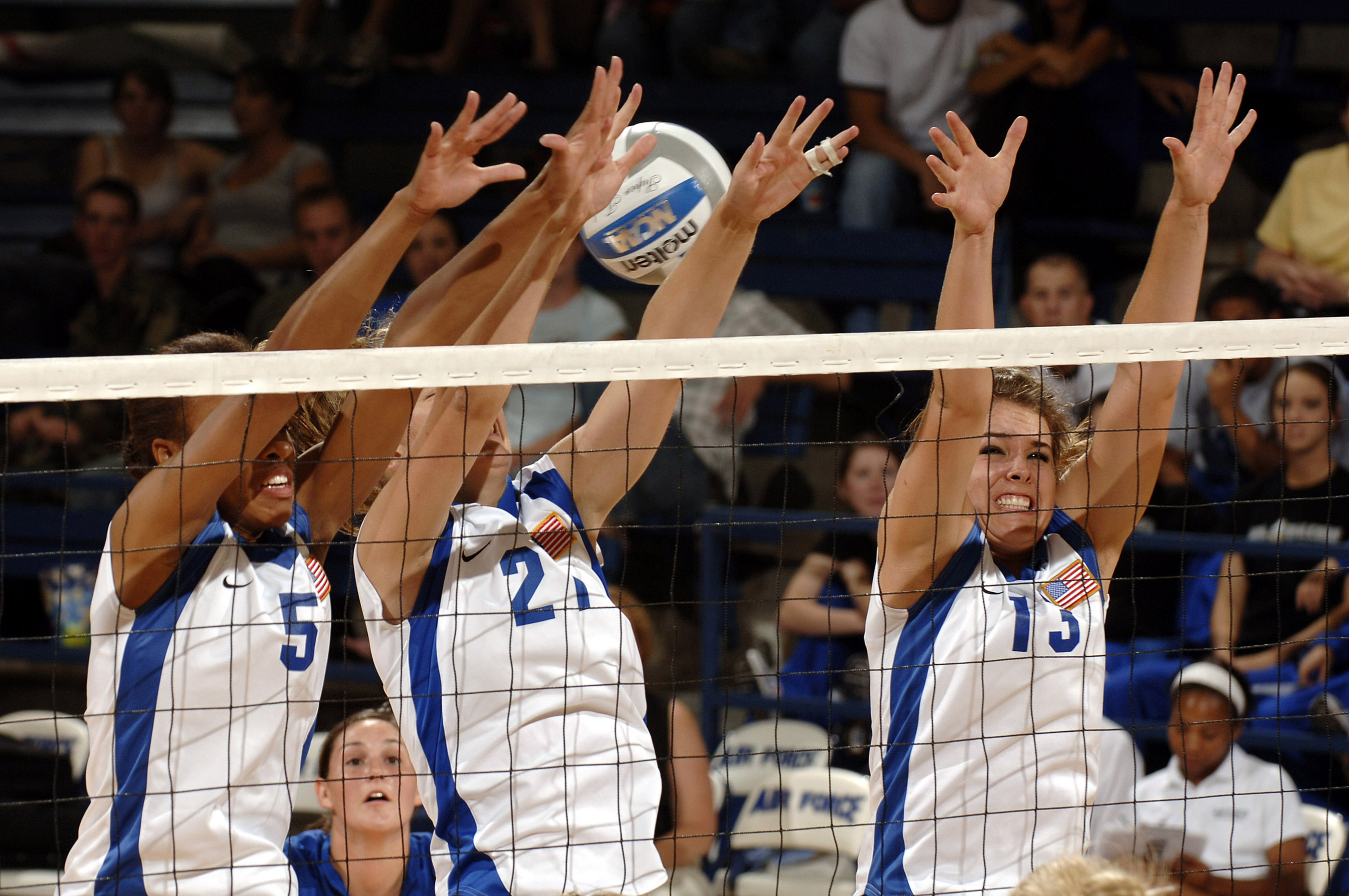
Bloqueo defensivo de tres jugadoras que ha sido superado por la pelota de la atacante.

En 1938 los jugadores checos perfeccionaron el bloqueo que se incluyó en la reglamentación como una neutralización en la red por uno o dos jugadores contiguos.
Esta acción encaminada a interceptar cualquier ataque del equipo contrario, saltando junto a la red con los brazos alzados buscando devolver directamente el balón al campo contrario, o en su defecto, estrecharle el campo de ataque para inducirlo a echar el balón fuera del terreno de juego. En el bloqueo pueden participar hasta tres jugadores (los tres delanteros) para aumentar las posibilidades de intercepción. También serán importantes aquí las ayudas de la segunda línea para recuperar el balón en caso de un bloqueo fallido. Una de las opciones que tiene el atacante en salto es precisamente no evitarlo, sino lanzar el balón con fuerza directamente contra el bloqueo, forzando el fallo y la correspondiente falta.

### Defensa de campo

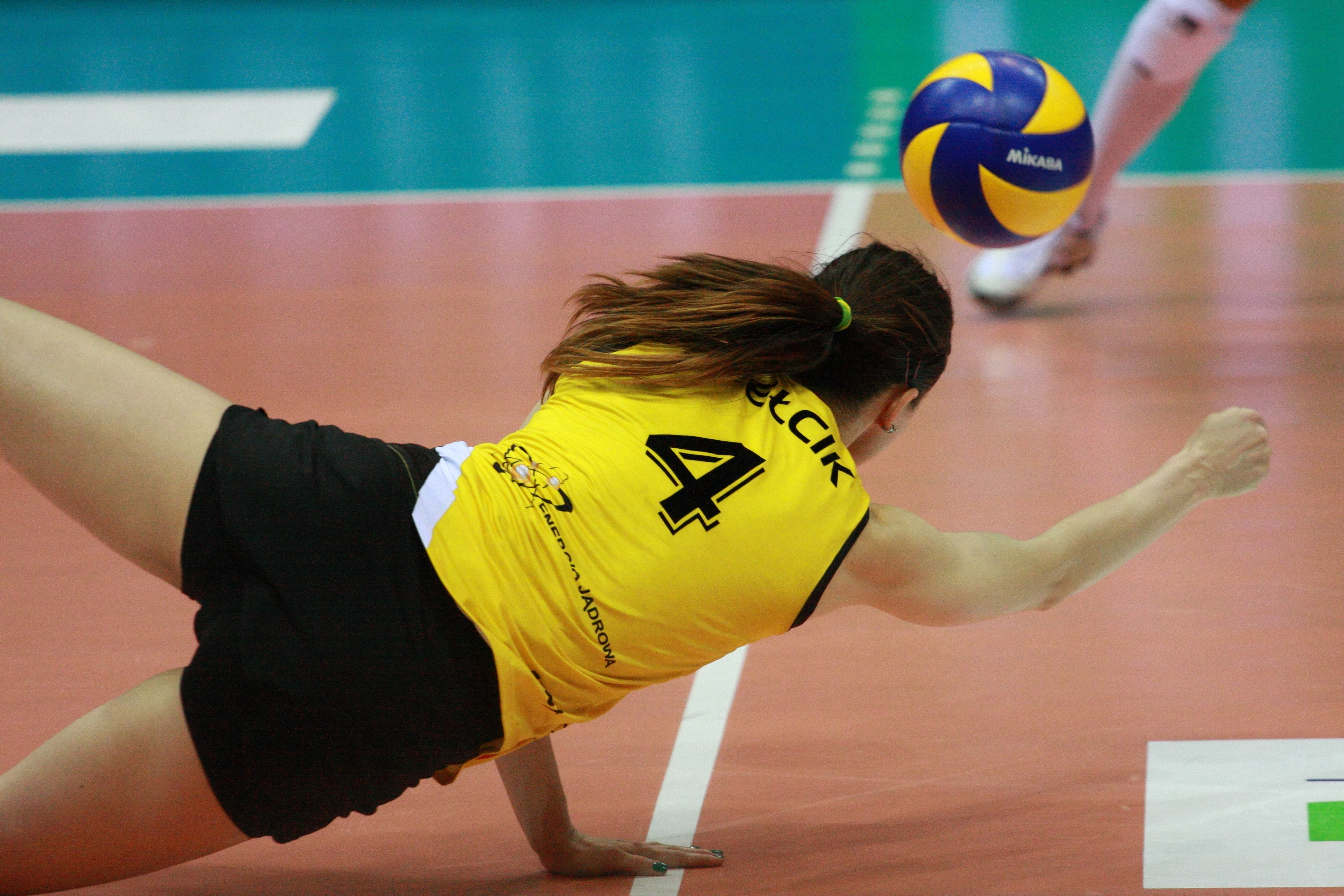
Defensa.

Es la acción que realizan los jugadores luego de que la pelota impacte o cruce la línea del bloqueo, cubriendo las zonas que quedan libres en el campo por fuera de la sombra del bloqueo. Es habitual ver al jugador lanzarse en plancha sobre el abdomen estirando el brazo para que el balón rebote sobre la mano en vez de en el suelo y evitar así el punto, utilizando técnicas alternativas con un brazo, como en la rodada japonesa, o con caídas incluso con el pie para recuperar pelotas que van a la zona libre.

## Estrategia
Debemos considerar que antes de cada set, el entrenador decide la disposición de sus jugadores y de ella se deduce el orden de todos los saques de los jugadores de su equipo, pues al estar fijada la rotación, este orden no podrá ser modificado durante todo el set. También se deduce la posición que sucesivamente irá ocupando cada jugador como consecuencia de la rotación. Estas distintas disposiciones deben ser entrenadas.
La estructuración de este juego no permite diferenciar las fases inicial de defensa o recepción del balón que nos envía el equipo contrario y la inmediata posterior de ataque o envío del balón al campo contrario. Esto ha llevado a muchos autores a considerar la unión de ambas fases. La defensa se puede dividir en cuatro grupos: defensa del saque, defensa del remate, defensa de un balón fácil y defensa del bloqueo rival, por tanto de ellas derivan 4 situaciones estratégicas que se deben trabajar y entrenar independientemente (denominadas K-1, K-2, K-3 y K-4 respectivamente). Una quinta situación estratégica a entrenar sería el saque (denominada K-0).
La primera situación estratégica, denominada K-1, se inicia con la defensa o recepción del saque del equipo contrario y acaba con el ataque correspondiente.
La importancia del K-1 es porque después del saque es la situación estratégica más realizada. Además las estadísticas señalan que sobre el 70 % de los ataques del equipo en K-1 se consigue realizar con éxito siendo fácil conseguir el punto. La segunda situación estratégica, denominada K-2, se inicia con la defensa del remate y lo realiza en primer lugar el equipo que ha realizado previamente un saque cuando le devuelve el balón el equipo contrario. Dependiendo de las características de cada equipo, se da más o menos importancia y se entrena más una u otra situación estratégica, aunque lo mejor sería mantener un equilibrio entre ellas y dominarlas todas.

### Sistemas de ataque
Tener una mentalidad de ataque en voleibol es lo habitual porque el éxito se consigue atacando. El ataque es el aspecto más determinante del voleibol, aunque se intenta luchar contra este desequilibrio mediante modificaciones continuas de las reglas.
Un equipo está compuesto por jugadores que son:
- Colocador: jugador encargado del segundo pase o pase de construcción de ataque.
- Rematador: jugador encargado del tercer contacto o remate.
- Universal: jugador que puede encargarse de ambas funciones de colocador o de rematador.
- Líbero: jugador que juega siempre en las zonas zagueras, que no puede rematar, ni sacar, ni colocar en la zona delantera.

Según los tipos de jugadores anteriormente descritos existen varios sistemas de ataque básicos. Los más conocidos son:
El sistema de ataque 5-1
El sistema 5-1 es actualmente el más difundido y lo juegan la mayoría de los equipos que han alcanzado una cierta técnica. Consta de 5 posibles rematadores y 1 colocador. Este sistema supone un importante desequilibrio entre las seis rotaciones, pues en tres de ellas habrá tres atacantes delanteros, mientras
que en las otras 3 habrá únicamente 2 atacantes delanteros. La razón fundamental para emplear este sistema en los equipos es que necesita menos tiempo de entrenamiento. En el caso del 6-2 habría que duplicar el trabajo de entrenamiento con los colocadores y el de coordinación de cada colocador con los rematadores. El tiempo de entrenamiento es un factor importante en el desarrollo táctico de cualquier equipo.
El sistema de ataque 4-2
El sistema de ataque 4-2 consta de 4 rematadores y 2 colocadores. Los dos colocadores se colocan en oposición, es decir, cuando uno de ellos deja la zona
delantera y pasa a ser zaguero, su opuesto entra de delantero, por lo que siempre estará uno de los dos para realizar la función de colocador. Al principio, el colocador se ubicará en zona 3 para luego pasar a zona 2, dejando que los jugadores altos que son los que rematan ocupen el centro de la red. Este es el sistema más sencillo y el recomendado en cualquier iniciación.

### Sistemas de recepción del saque
Las formaciones para la recepción del saque han cambiado en los últimos años. En el voleibol masculino todos los equipos reciben mediante un sistema parecido, la formación básica utilizada son con dos únicos receptores si no hay salto en el saque (uno el líbero) y de tres (uno el líbero) cuando el saque se ejecuta en salto. En cambio en el femenino hay una mayor variación, con formaciones de recepción de 5, 4, 3 y 2 jugadoras.

### Sistemas defensivos
Normalmente se emplean en el K-2 como respuesta a un remate que finaliza el K-1. El atacante del K-1 tiene fácil ganar. Los defensores de la primera y segunda línea tienen que ser muy agresivos, dado que es muy difícil cubrir bien los 81 metros cuadrados del campo. La defensa debe empezar en la red, en la primera línea. Se dispone de tres bloqueadores, mientras que el oponente puede atacar con un número mayor. Se debe interponer un bloqueo agresivo e intimidador de forma que pueda enviarse el balón al suelo del contrario o permitir amortiguar el balón en el bloqueo generando un contraataque. Se debe adoptar una posición alta ofreciendo la zona de contacto en el bloqueo lo antes posible.

## Competiciones internacionales de voleibol
- Juegos Olímpicos
- Voleibol en los Juegos Olímpicos de la Juventud
- Voleibol en los Juegos Panamericanos
- Campeonato Mundial de Voleibol Masculino, Sub-23, Sub-21, Sub-19
- Campeonato Mundial de Voleibol Femenino, Sub-23, Sub-21, Sub-19
- Liga de Naciones de Voleibol Masculino
- Liga de Naciones de Voleibol Femenino
- Copa Mundial de Voleibol (masculino y femenino)
- Campeonato Africano de Voleibol Masculino: Absoluta, Sub-19, Sub-17
- Campeonato Africano de Voleibol Femenino: Absoluta, Sub-19, Sub-17
- Campeonato Asiático de Voleibol Masculino: Absoluta, Sub-19, Sub-17
- Campeonato Asiático de Voleibol Femenino: Absoluta, Sub-19, Sub-17
- Campeonato Europeo de Voleibol Masculino: Absoluta, Sub-19, Sub-17
- Campeonato Europeo de Voleibol Femenino: Absoluta, Sub-19, Sub-17
- Campeonato NORCECA de Voleibol Masculino: Absoluta, Sub-20, Sub-18
- Campeonato NORCECA de Voleibol Femenino: Absoluta, Sub-20, Sub-18
- Copa Panamericana de Voleibol Masculino: Absoluta, Sub-20, Sub-18
- Copa Panamericana de Voleibol Femenino: Absoluta, Sub-20, Sub-18
- Campeonato Sudamericano de Voleibol Masculino: Absoluta, Sub-20, Sub-18
- Campeonato Sudamericano de Voleibol Femenino: Absoluta, Sub-20, Sub-18
- Liga Europea de Voleibol
- Liga de Campeones (voleibol masculino)
- Liga de Campeones (voleibol femenino)
- Liga Mundial de Voleibol, masculino (cancelado)
- Grand Prix de Voleibol, femenino (cancelado)
- Montreux Volley Masters, femenino (cancelado)
- Copa Final Four de Voleibol Femenino (cancelado)
- Confederaciones:
  - Confederación Africana de Voleibol (CAVB)
  - Confederación Asiática de Voleibol (AVC)
  - Confederación Europea de Voleibol (CEV)
  - Confederación de Norteamérica, Centroamérica y el Caribe de Voleibol (NORCECA)
  - Confederación Sudamericana de Voleibol (CSV)